# Cathédrale de la Sainte-Trinité de Port-d'Espagne
Cette  cathédrale ne doit pas être confondue avec une autre cathédrale de Trinité-et-Tobago.
 D’autres cathédrales portent le nom de cathédrale de la Sainte-Trinité.
La cathédrale de la Sainte-Trinité est une cathédrale anglicane située à Port-d'Espagne, à Trinité-et-Tobago. Elle est le siège du diocèse anglican de Trinité-et-Tobago.

## Historique
Construite entre 1816 et 1823, la cathédrale anglicane est un des édifices les anciens de Port-d'Espagne. Elle a été bâtie à la suite d'une décision de l'Empire britannique pour renforcer l'église anglicane des Antilles et pour angliciser la population à prédominance catholique depuis sa conquête en 1797.

## Architecture
La cathédrale a été construite avec des éléments du mouvement néo-gothique né à la fin des années 1740 en Angleterre. En conséquence, la cathédrale intègre des fenêtres à lancette, des contreforts en pin et un toit en pente prononcée. Les matériaux utilisés dans la construction comprennent du calcaire bleu, celui des carrières de Laventille et de la brique jaune transportée d’Angleterre.